# Cessna 500
«Сессна 500» (англ. Cessna 500) — турбовентиляторный, двухдвигательный, лёгкий самолёт бизнес-класса, разработанный американской компанией Cessna. Являлся основоположником первого семейства самолётов, выпускаемых под брендом Cessna Citation («Сессна Сайтейшн»), включающего в себя Cessna 500 Citation I и Cessna 501 Citation I/SP. Опытный экземпляр, названный FanJet 500, совершил первый полёт 15 сентября 1969 года. С сентября 1971 г. начался серийный выпуск.

## Разработка

### FanJet 500
В октябре 1968 года Cessna сообщила о планах постройки самолёта бизнес-класса на восемь пассажиров, который в отличие от своих конкурентов будет пригоден для эксплуатации на аэродромах с более короткими ВПП, по существу стремясь конкурировать с ближне- и среднемагистральными двухмоторными турбовинтовыми самолётами, а не с существующим рынком самолётов бизнес-класса. Первый полёт опытного образца, названного FanJet 500, состоялся менее, чем через год, 15 сентября 1969 года.

### Cessna 500 Citation I
После затянувшейся дольше, чем ожидалось программы лётных испытаний, во время которой предложили название Citation 500, и многих изменений в проекте, законченный самолёт дебютировал с новым названием Citation (Model 500) и получил своё свидетельство о сертификации в сентябре 1971 года.

Самолёт оснащался двумя турбовентиляторными двигателями Pratt & Whitney Canada JT15D-1B. С турбовентиляторными двигателями, а не c турбореактивными, такими, какие устанавливались на выпускаемый в то же время Learjet 25, и c прямыми, а не стреловидными крыльями, Citation был на 220 км/ч медленнее, чем Learjet 25 (максимальная скорость 650 км/ч по сравнению с 876 км/ч у Learjet 25). Это вызвало удивление в авиационных СМИ и привело к тому, что Citation прозвали «Slowtation» (от слова slow (англ.) — медленный) и «Nearjet» (от слов near (англ.) — около, почти; jet (англ.) — реактивный). Citation имел максимальный взлётный вес 4920 кг и мог взять на борт максимум 8 человек.
В 1976 году было сделано несколько усовершенствований модели: увеличен размах крыла (14,35 м против 14,61 м), увеличен максимальный взлётный вес, увеличена тяга реверса, что уменьшило дистанцию пробега при посадке. После этих доработок модели было присвоено название Citation I.

### Cessna 501 Citation I/SP
Как и для Learjet-ов, для управления Citation I требовалось два пилота. Но так как модель Citation I должна была конкурировать на рынке с двухмоторными турбовинтовыми самолётами, которыми мог управлять один пилот, это ограничение снижало запланированные продажи. «Cessna» разработала модель Cessna 501 Citation I/SP, в которой была возможность управлять одному пилоту. Самолёты данной модели начали поставляться заказчикам в начале 1977 года.

## Эксплуатанты
В основном самолёты эксплуатируются частными лицами.
Основные военные эксплуатанты и гражданские авиакомпании:

### Военные эксплуатанты[5]
Аргентина
- Сухопутные войска Аргентины

 Бирма
- Военно-воздушные силы Бирмы (1 шт.)

 Босния и Герцеговина
- Вооружённые силы Боснии и Герцеговины (1 шт.)

 Венесуэла
- Военно-воздушные силы Венесуэлы (2 шт.)

 Китай
- Воздушные силы Народно-освободительной армии

 Мексика
- Военно-воздушные силы Мексики (1 шт.)

 Чили
- Военно-воздушные силы Чили (4 шт.)

 Эквадор
- Военно-морские силы Эквадора

### Гражданские эксплуатанты
Австрия
- City-jet Luftfahrtgesellschaft

 Бразилия
- Riana Taxi Aéreo

 Венесуэла
- Air Global

 Испания
- Ibiza Flights

 Италия
- Aeroitalia

 Канада
- Skyward Aviation

 Колумбия
- Transportes Aéreos Air Pereira

 США
- Jet Wings
- Air Trek
- Premier Air Management
- Yates Aviation
- Marlin Air
- Dancing Wind Aviation

 Филиппины
- Air Span

## Аварийные ситуации и катастрофы самолётов
По состоянию на 8 июля 2020 года было потеряно 68 самолётов Cessna 500 Citation I и Cessna 501 Citation I/SP. В катастрофах погибло 137 человек.
| Дата         | Бортовой номер | Место катастрофы             | Жертвы    | Краткое описание |
| ------------ | -------------- | ---------------------------- | --------- | --- |
| 22.11.1974   | EC-CGG         | Барселона                    | 4/4       | Разбился на взлёте. |
| 16.03.1975   | PT-KIU         | Белен                        | 3/3       | Разбился при заходе на посадку. |
| 12.11.1976   | PT-KIU         | Рио-де-Жанейро               | 0/8       | Разбился при заходе на посадку. |
| ??.06.1979   | YV-O-MAC-1     | Каракас                      | н.д./н.д. | По другим источникам повреждён 15.12.1979 г. |
| 02.08.1979   | N15NY          | Кантон                       | 1/3       | Выкатился за пределы ВПП при посадке. Пилот использовал нестандартную карту контрольных проверок перед посадкой. |
| 19.11.1979   | N555AJ         | Касл-Рок, Колорадо           | 2/3       | Разбился при заходе на посадку. Пилоты были малоопытными, неправильно выполняли ППП в условиях обледенения. |
| 01.10.1980   | G-BPCP         | о. Джерси                    | 1/1       | При заходе на посадку врезался в дом. На земле пострадали 4 человека. |
| 21.01.1981   | N501GP         | Блуфилд                      | 5/5       | Сел на мокрую ВПП, торможение было неэффективно, самолёт начало крутить, вылетел с ВПП, ударился о три локатора, 10-ти футовую насыпь и остановился в деревьях густо засаженного склона.                                                  |
| 12.11.1982   | N2627U         | Уичита                       | 0/1       | Самолёт быстро вырулил на ВПП и взлетел без разрешения, в полёте по ветру начал круто набирать высоту. Столкнулся с землёй в 400 м от ВПП после разворота на низкой высоте.                                                               |
| 01.04.1983   | N700CW         | Игл-Пасс                     | 4/4       | При посадке на частном ранчо сел с левым креном и превышением скорости, врезался в дерево и загорелся. |
| 26.04.1983   | N22FM          | Уичита                       | 0/5       | Во время взлёта и уборки шасси включились оба реверса тяги, самолёт в креном врезался в землю и загорелся. Днём раньше во время мытья самолёта предохранители реверса тяги были вытянуты и не были возвращены в первоначальное состояние. |
| 08.12.1983   | G-UESS         | 19 км от аэропорта Сторнвей  | 10/10     | Летел на малой высоте и врезался в воду. |
| 20.02.1984   | VH-FSA         | 5 км от Просерпайн           | 2/2       | Разбился по неизвестной причине во время захода на посадку. |
| 26.09.1984   | C-GXFZ         | около Ориллия                | 2/2       | Разбился по неустановленной причине во время тренировочного полёта. |
| 06.10.1984   | OE-FAP         | Скиатос                      | 0/10      | После взлёта упал в море. |
| 21.05.1985   | N10GE          | Гаррисон                     | 2/2       | Столкновение с горой при заходе на посадку. |
| 31.05.1987   | D-IAEC         | около Любека                 | 2/4       | При заходе на посадку зацепил антенну ОПРС, упал на землю и загорелся. |
| 19.11.1987   | OH-CAR         | Туусула                      | 0/6       | Заходил на посадку по приборам, оба двигателя выключились, так как всё топливо было израсходовано, совершил аварийную посадку на поле. |
| 26.10.1988   | OE-FFK         | 2 км от Зальцбурга           | 2/2       | При взлёте на высоте 400 м столкнулся с Cessna 172 Skyhawk. |
| 02.10.1989   | N617CC         | Седона                       | 0/1       | Совершил жёсткую посадку. |
| 22.04.1990   | VH-LCL         | остров Лорд-Хау              | 0/8       | При посадке выкатился за пределы ВПП. |
| 11.05.1990   | VH-ANQ         | около Мариба                 | 11/11     | Врезался в гору. |
| 24.09.1990   | N79DD          | Сан-Луис-Обиспо              | 4/4       | Во время захода на посадку задел деревья и разбился. |
| 25.03.1994   | XA-SMH         | Сан-Хуан-Баутиста-Тустепек   | 2/2       | Разбился при посадке. |
| 24.04.1995   | N120ES         | Сан-Сальвадор                | 0/2       | При посадке выкатился за пределы ВПП и врезался в деревья. |
| 04.02.1996   | PT-KPA         | Fazenda Matary               | 0/2       | Прерванный взлёт. Выкатился за пределы ВПП и загорелся. |
| 06.02.1996   | XA-SLQ         | около Энсенада               | 8/8       | В тумане врезался в гору. |
| 01.02.1997   | RP-C1500       | гора Балатукан               | 2/2       | Врезался в гору между Cagayan и Бутуаном. |
| 07.03.1997   | HK-3885        | Медельин                     | 4/4       | Врезался в гору после взлёта. |
| 03.07.1997   | PT-ILJ         | Рио-де-Жанейро               | 0/5       | Выкатился за пределы ВПП. |
| 31.10.1997   | PT-LQG         | Канела                       | 3/3       | Выкатился за пределы ВПП. |
| 06.01.1998   | N1DK           | Питсбург                     | 0/3       | Выкатился за пределы ВПП. |
| 24.07.1998   | C-FSKC         | Роулинс                      | 0/2       | Выкатился за пределы ВПП. |
| 02.12.1998   | N501EZ         | 30 км от Мена                | 1/1       | Пилот по неустановленной причине потерял контроль над самолётом. |
| 26.01.2001   | N234UM         | Су-Сент-Мари                 | 0/4       | Выкатился за пределы ВПП. |
| 02.04.2001   | N405PC         | Ашвобенон                    | 0/1       | Сразу после взлёта врезался в стену здания. |
| 15.03.2003   | N70FJ          | 28 км от Кэри, Айдахо        | 3/3       | Разбился в горах. Причина не установлена. |
| 07.04.2003   | EC-HFA         | Цюрих                        | 0/3       | Приземлился в 700 м от полосы. |
| 24.02.2004   | OE-FAN         | 33 км от Кальяри             | 6/6       | Врезался в гору. |
| 13.08.2004   | N38SA          | Дейтона Бич                  | 0/0       | Во время урагана Чарли разрушился ангар, самолёт ремонту не подлежал. |
| 08.03.2005   | YV-21CP        | Charallave                   | 2/2       | Разбился при посадке. |
| 09.09.2005   | I-AROM         | Рим                          | 0/5       | Выкатился за пределы ВПП. |
| 05.11.2005   | N505K          | Хьюстон                      | 2/2       | Разбился при взлёте. |
| 01.02.2006   | N814ER         | Бернсвилль                   | 0/4       | Жёсткая посадка. |
| 16.02.2006   | D-IMRX         | около Бушина (Buschin)       | 6/6       | Разбился в горах. |
| 30.06.2007   | N771HR         | Конуэй                       | 1+1/2     | Выкатился за пределы ВПП и врезался в здание. |
| 04.03.2008   | N113SH         | 6,5 км от Оклахома-Сити      | 5/5       | В правый двигатель попала большая птица, что привело к его выходу из строя и потере контроля над самолётом. |
| 30.03.2008   | VP-BGE         | Фарнборо, графство Кент      | 5/5       | На борту находились известные автогонщики Дэвид Лесли и Ричард Ллойд. |
| 18.08.2008   | N223LC         | Санто-Доминго                | 1/1       | Пропал в море. |
| 06.10.2010   | XA-TKY         | Коацакоалькос                | 8/8       | Упал в море. |
| 19.11.2010   | G-VUEM         | Бирмингем                    | 0/2       | В тумане задел глиссадную антенну, совершил жёсткую посадку и загорелся. |
| 15.03.2012   | N7700T         | Франклин, Северная Каролина  | 5/5       | Заходил на посадку выше глиссады, была увеличена вертикальная скорость снижения, грубое касание ВПП с «козлением», самолёт зацепил землю правым крылом, перевернулся и загорелся.                                                         |
| 02.08.2012   | EC-IBA         | около Сантьяго-де-Компостела | 2/2       | При заходе на посадку ночью зацепил деревья. |
| 18.05.2013   | PT-LPZ         | Сан-Паулу                    | 0/4       | Сошёл с полосы при посадке. |
| 18.10.2013   | N610ED         | Дерби                        | 2/2       | Разбился из-за обледенения. |
| 12.01.2014   | N452TS         | Триер                        | 4/4       | При посадке в тумане задел деревья, врезался в столб и разбился. |
| 15.02.2014   | C-GKPC         | Стелла Марис                 | 0/н.д.    | Приземление с убранными шасси. |
| 12.09.2014   | N18FM          | Атенс                        | 0/0       | Владелец устроил поджог самолёта, чтобы получить прибыль от страховых компаний. |
| 13.10.2016   | C-GTNG         | Келоуна                      | 4/4       | Разбился вскоре после взлёта. |
| октябрь 2016 | N888JL         | Уичито                       | 0/0       | Повреждён при буксировке. |
| 04.12.2016   | N332SE         | Ганнисон                     | 0/1       | Выкатился за пределы ВПП после жёсткой посадки. |
| 2016         | N628BS         | н.д.                         | 0/н.д.    | Списан после столкновения с птицами. Дата происшествия неизвестна. |
| 24.03.2017   | N8DX           | Мариетта                     | 1/1       | В полёте возникли проблемы с автопилотом. Разбился из-за неспособности пилота управлять самолётом вручную. |
| 08.02.2020   | N501RG         | Фэрмаунт                     | 4/4       | Разбился после сообщения о проблемах с автопилотом. Расследование продолжается. |

## Тактико-технические характеристики
По данным книги Jane’s Civil and Military Aircraft Upgrades

### Технические характеристики
- Экипаж: 2 человека (в Citation I/SP — 1 пилот)
- Пассажировместимость: 5 человек
- Длина: 13,26 м
- Размах крыла: 14,35 м
- Высота: 4,37 м
- Площадь крыла: 25,9 м²
- Масса пустого: 3008 кг
- Максимальная взлётная масса: 5375 кг
- Двигатели: 2×ТРДД Pratt & Whitney Canada JT15D-1B
- Тяга: 2×9,77 кН

### Лётные характеристики
- Максимальная скорость: 749 км/ч (на высоте 8530 м)
- Крейсерская скорость: 662 км/ч (на высоте 10 670 м)
- Скорость сваливания: 152 км/ч
- Практическая дальность: 2459 км (с максимумом топлива, 709 кг полезной нагрузки)
- Практический потолок: 12 495 м
- Скороподъёмность: 13,8 м/с